# Christina Kaltschewa
Christina Kaltschewa (bulgarisch Христина Калчева; * 29. Mai 1977 in Alexin, Russland) ist eine bulgarische Leichtathletin, die sich auf den Hochsprung spezialisiert hatte. Sie startete für Lokomotive Plowdiw.

## Sportliche Laufbahn
Im Jahr 1999 ging sie bei den Hallenweltmeisterschaften im japanischen Maebashi an den Start. Dort übersprang sie als einzige Athletin 1,99 m und gewann die Goldmedaille vor der Tschechin Zuzana Hlavoňová und Tisha Waller aus den USA mit jeweils 1,96 m. 
Bei den Olympischen Spielen 2000 in Sydney scheiterte sie an der Anfangshöhe der Qualifikation von 1,80 m.
Sie gewann zwei bulgarische Meisterschaften: 
- 1997 (1,85 m)
- 1998 (1,93 m)